# Asciodes titubalis
Asciodes titubalis is een vlinder uit de familie van de grasmotten (Crambidae). De wetenschappelijke naam van de soort is voor het eerst gepubliceerd in 1890 door Heinrich Benno Möschler.
Deze soort komt voor in Puerto Rico.